# Militair-Psychologische en Sociologische Dienst
De Militair Psychologische en Sociologische Dienst (meestal afgekort tot MPSD) is een van de dienstvakken van de Koninklijke Landmacht.
Vanaf de jaren twintig van de 20e eeuw maken psychologen en sociologen deel uit van de krijgsmacht. Ze werden aanvankelijk vooral gebruikt voor selectie, later ook voor adviezen, opleidingen en trainingen, onderzoek en (psychotherapeutische) behandelingen. In de jaren zeventig nam hun aantal toe tot enige tientallen. Dit leidde in 1973 tot het oprichten van een speciaal dienstvak: de MPSD. De leden van dit dienstvak zijn alle officier van de Koninklijke Landmacht en afgestudeerd (drs. of tegenwoordig master) in de psychologie, sociologie of onderwijskunde.
De MPSD heeft ongeveer 50 officieren in actieve dienst. Ongeveer de helft is werkzaam als onderzoeker, selectiepsycholoog, adviseur of beleidsmedewerker. De andere helft is werkzaam in de Militaire Geestelijke GezondheidsZorg (MGGZ) als klinisch of forensisch psycholoog. Met name de laatste groep MPSD-officieren wordt ook regelmatig ingezet in uitzendgebieden om de militairen daar bij te staan bij het omgaan met en verwerken van schokkende gebeurtenissen. Daarnaast zijn klinische psychologen van de landmacht betrokken bij het voorbereiden en de nazorg van uitgezonden militairen.

## Embleem

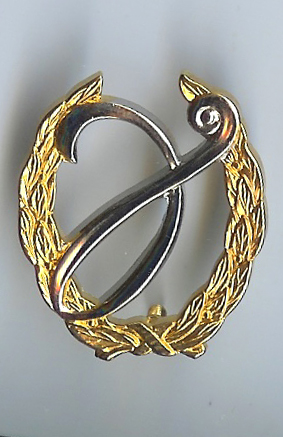
Brevetembleem Hogere Gedragswetenschappelijke Vorming (HGV)

De MPSD-officieren zijn herkenbaar aan hun uitmonstering: een zilveren gamma op roodfluwelen achtergrond. Dit embleem wordt op de kraagspiegels van het dagelijkse tenue en op de baret gedragen. Nadat leden van het dienstvak enkele jaren werkzaam zijn binnen hun vakgebied en aan bepaalde aanvullende eisen (opleiding, ervaring) hebben voldaan, ontvangen zij uit handen van het dienstvakhoofd het Brevet Hogere Gedragswetenschappelijke Vorming (HGV). Dit brevet is een door de Bevelhebber der Landstrijdkrachten (sinds 2005 Commandant Landstrijdkrachten) ingesteld vaardigheidsembleem, dat op de linkerborst van het uniform mag worden gedragen. Het brevet vertoont grote gelijkenis met het baretembleem, maar is aangevuld met een gouden lauwerkrans.
1. ↑  Traditiebesluit Koninklijke Landmacht https://wetten.overheid.nl/BWBR0038194/2020-11-20. Gearchiveerd op 8 december 2024.